# Hedvigs kyrka
Hedvigs kyrka, också kallad Tyska kyrkan, är församlingskyrka i S:t Olofs församling i Norrköping och tillhör Linköpings stift.

## Kyrkobyggnaden
Kyrkan, som fått sitt namn efter drottning Hedvig Eleonora, invigdes 1673 och var främst avsedd för stadens tysktalande befolkning. Den ligger vid Tyska torget i centrala Norrköping.

## Historik
Carl Fredric Broocman berättar år 1760 om Sankt Hedwig eller Tyska kyrkan: "Om thenne Kyrko och thes Församling wet man, at år 1613 then 15 Nov. fingo the Tyske Inwånare i Norrköping Hertig JOHANS tillstånd, at hafwa sin egen Församling; och til Kyrkogrund föruntes them then plats, ther Hospitals Kapellet tilförene stådt, på Norra sidan om Strömmen. Men som Tyskarna thenna tiden woro här ganska få, och inga medel at tilgå, blef för then gången ingen Kyrkobyggnad utaf. Imedlertid höllo Tyskarna, som efterhand alt mera ökte sig och tiltogo, sin offenteliga Gudstjenst, dels uti St. Johannis Kyrko, til hwilken the therföre årligen betalte 40 Dal. K:mt; dels uti Stads-Kyrkan, eller Sankt Olai kyrka, och sedan uti Sal. Lovis De Geers hus, hwarest then Swenska Stads-Församlingen förut hållit Gudstjenst, medan theras egen Kyrka stod under byggnad och reparation.
Ändteligen kom thet så wida, at år 1670, then 27 April, lades grunden til thenna Tyska Kyrkon med bön och sång, uti Landshöfdingens Baron Anders Liljehöks öfwerwaro, hwilken tillika med Tyska Pastoren, Andreas Adam Hammerhelf, lade första stenen til grundwalen. [...] År 1673 kom ändteligen Kyrkan under tak och blef uppå Konung CARL then Elloftes befallning samma år then 1 Nov. inwigd af Doct. Johanne Tersero och nämnd efter Änke-Drottningen HEDVIG, som tillika med Konungen och några Riks-Råder war närwarande. År 1693 börjades Tornbyggnaden på thenna Kyrkan, som inom 2 år fullbordades. Til Tornets beklädning skänckte Öfwerheten 10 Skepp. Tak-koppar, och Joachim Hansson Sivers, som öfwer thenna byggnad hade inseende, gjorde til Kyrkan testamente af the 2200 Dal. k:mt, hwilka han til thetta arbete redan förskutit hade."
[När ryska trupper, under Stora nordiska kriget, 1719 brände ned Norrköping] "hwarigenom Kyrkan så godt som aldeles förstördes, gjordes både af Öfwerheten och flera, så wäl in-som utrikes, nya sammanskott och föräringar til thes uprättelse och förbättring; hwarwid man ej bör förtiga Saliga Pastorens Reinerus Reineri Broocmans oförtrutna flit och berömwärda sorgfällighet, at med önskad framgång ther til söka hjelp och undsättning: så at thenna Kyrka, til mångas förundran, är sedermera worden långt härligare upbyggd, än hon för berörde brand warit. [...]
Inom muren är Kyrkan 53 alnar lång och 30 och en fierde-dels aln bred; har 11 stora Fenster och panelat tak af trenne hwalfbogar, som så konstigt äro sammanfogade, at sidohwalfwen bära thet mellersta hwalfwet, utan några stödjepelare i Kyrkan. Altartaflan är helt liten, och föreställer i målning Nattwardens Instichtelse: men Prädikstolen är rätt wacker och prydelig af Bildthuggare-arbete, med hwit Oljefärg öfwerstruken och förgyldta listor. Thenne Prädikstol lät Handelsmannen Andreas Spalding, på egen bekostnad, i Tyskland förfärdiga och skänckte honom sedan hit til Kyrkan, som ses af följande ord, hwilka stå skrefne på Prädikstols dören: Zur Ehre Gottes ist diese Cantzell geschenckt von Andreas Spalding und Anna Bandtholt, Anno 1727. [...]
I Tornet är allenast en enda Klocka, som wäger wid paß 12 Skeppund, [...] Slagklockan hänger utanpå Tornet; och har man att tacka Stockholms Tyska församling, som hit förärat Urwerket, hwilket förr warit uti theras Kyrko-Torn."
Under riksdagen 1799–1800 som hölls i Norrköping, användes kyrkan som rikssal, vid sidan av att den var riddarhus. Åren 1860–1861 tillkom en sakristia, nya bänkar, en orgelläktare och en orgel. och under 1890-talet korfönster och takdekoration.
Vid en renovering 1959 återställdes fasaden till den ursprungliga 1600-talsfasaden.
För att underlätta nattvardsfirandet togs våren 1996 altarskranket bort, liksom podiet för altaret.
SVT:s julotta år 2023 sändes från kyrkan.

## Inventarier
- Altartavla, "Den uppståndne Kristus möte med Tomas tvivlaren", målad av Pehr Hörberg 1791.
- Dopfunt från 1608, har tidigare stått i Stegeborgs slottskyrka, skänkt 1733 av landshövding Erik Gammal Ehrenkrona.
- Predikstol från 1720-talet, antagligen från Tyskland, skänkt 1726 av Andreas Spalding & Anna Bandholt. I predikstolens solsymbol finns de fyra hebreiska bokstäverna JHWH (tetragrammaton), som står för Guds egennamn i Bibeln.
- Glasmålningar av konstnären Jan Brazda i vapenhuset.
- Porträtt av prosten Reinerus Reineri Broocman, far till Carl Fredric Broocman.
- Antependier, 2 st.

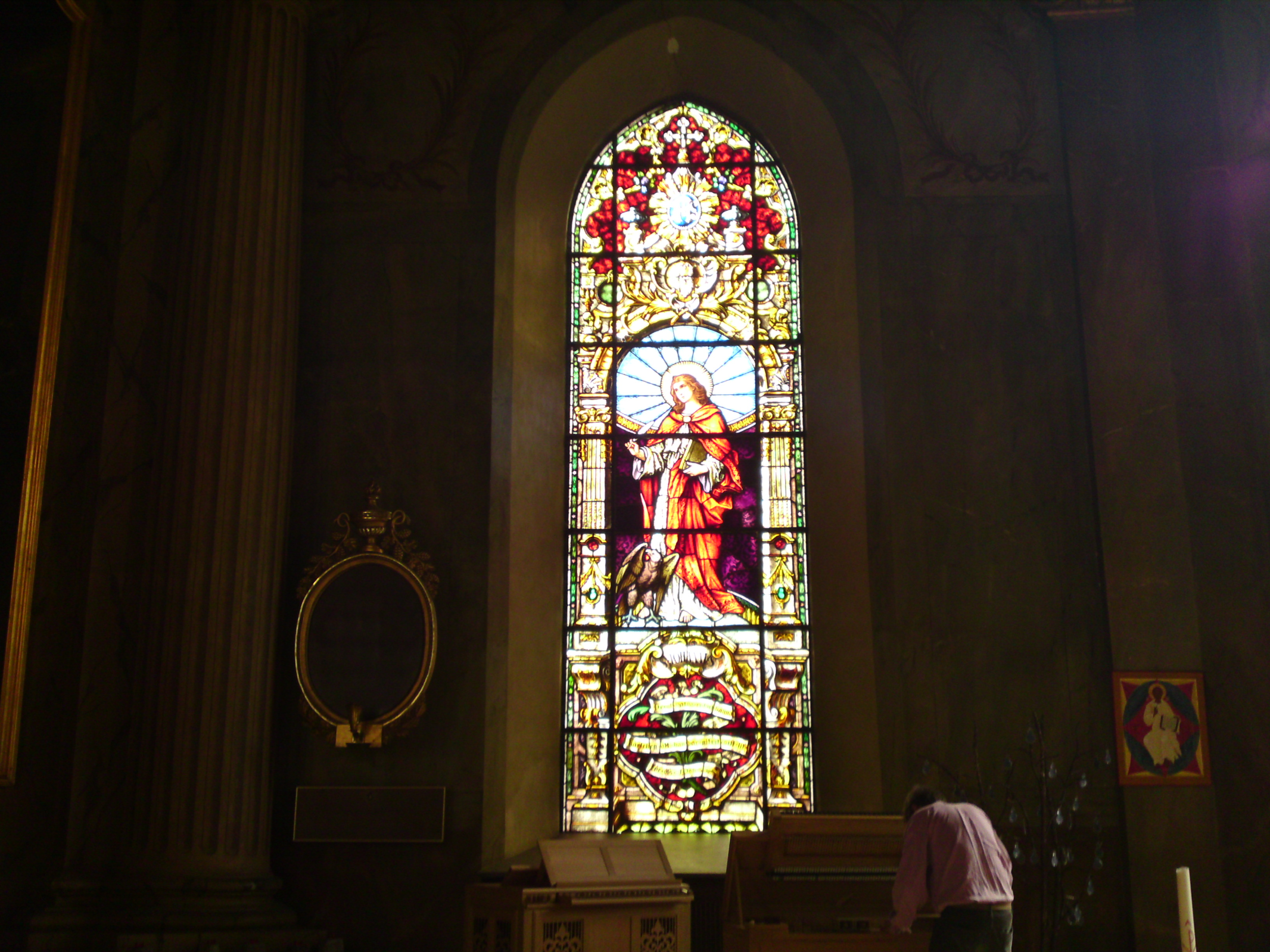
Glasmålning i vapenhuset.
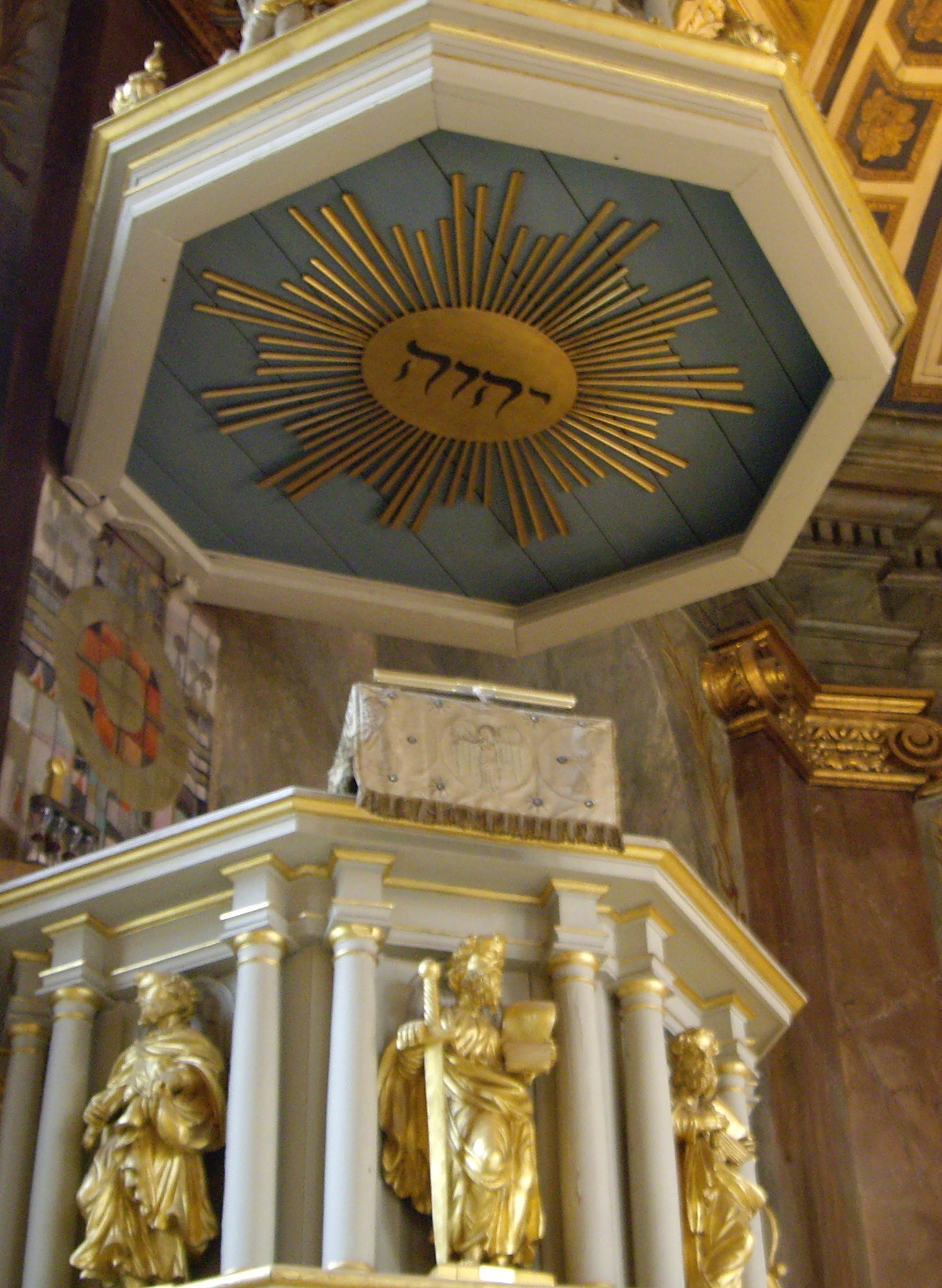
Predikstolens solsymbol med Guds namn JHWH på hebreiska.
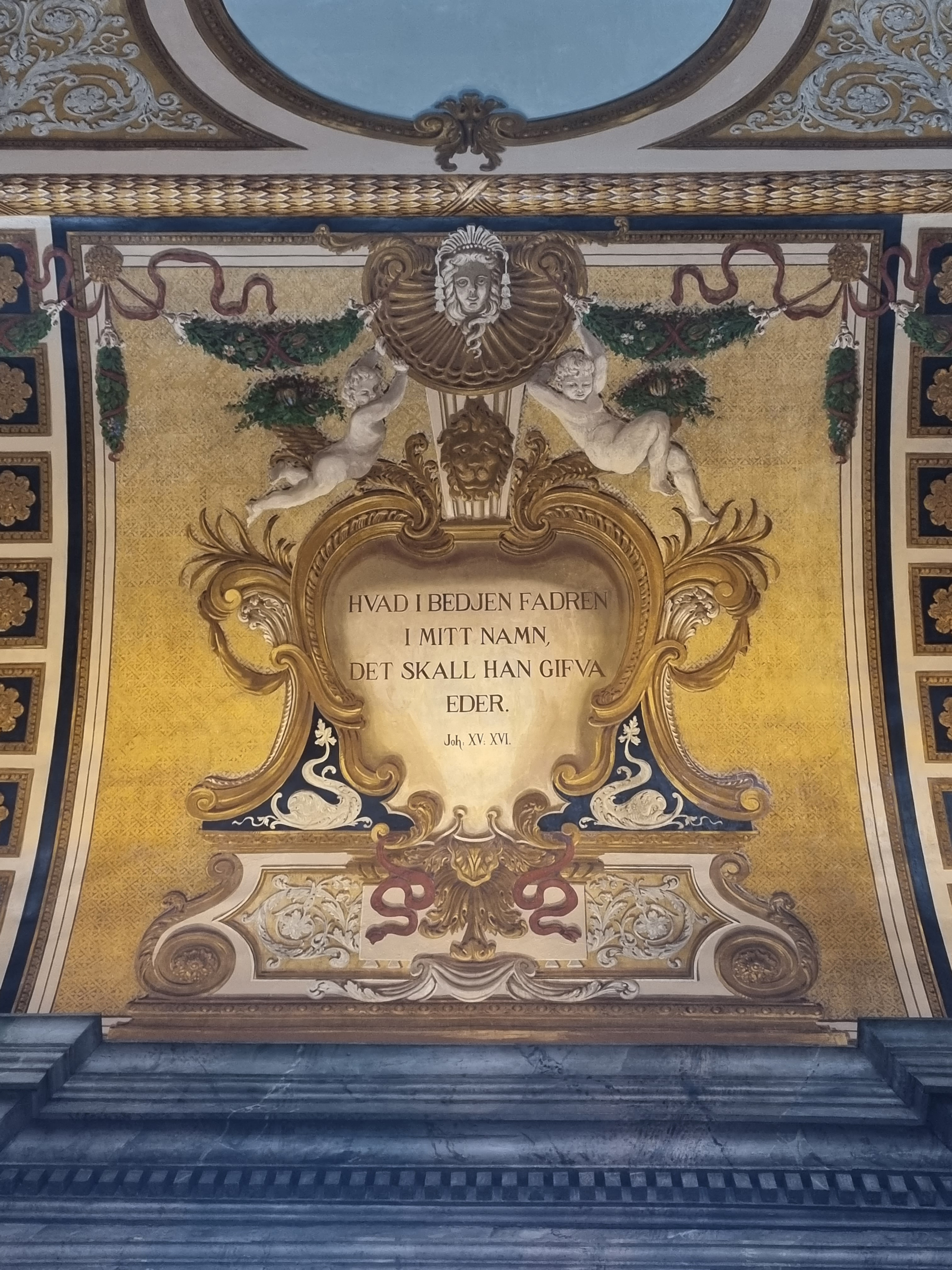
Innertaket målades med kartuscher med bibelcitat under Agi Lindegrens restaurering 1890.

### Kyrkklockor
I kyrkans torn hänger tre kyrkklockor. Klockornas toner, från den största till den minsta, är c1-diss1-f1. Samtliga tre klockor är upphängda i vinkelaxel. Storklockan är gjuten år 1720. Dess diameter är 150 cm och den väger omkring 2100 kg. Mellanklockan är gjuten år 1930 av Ohlssons klockgjuteri i Ystad. Den har en diameter på 145 cm och en vikt på omkring 1900 kg. Lillklockan är gjuten år 1965 av Bergholtz klockgjuteri. Klockans diameter är 130 cm och den väger omkring 1400 kg.

## Orglar

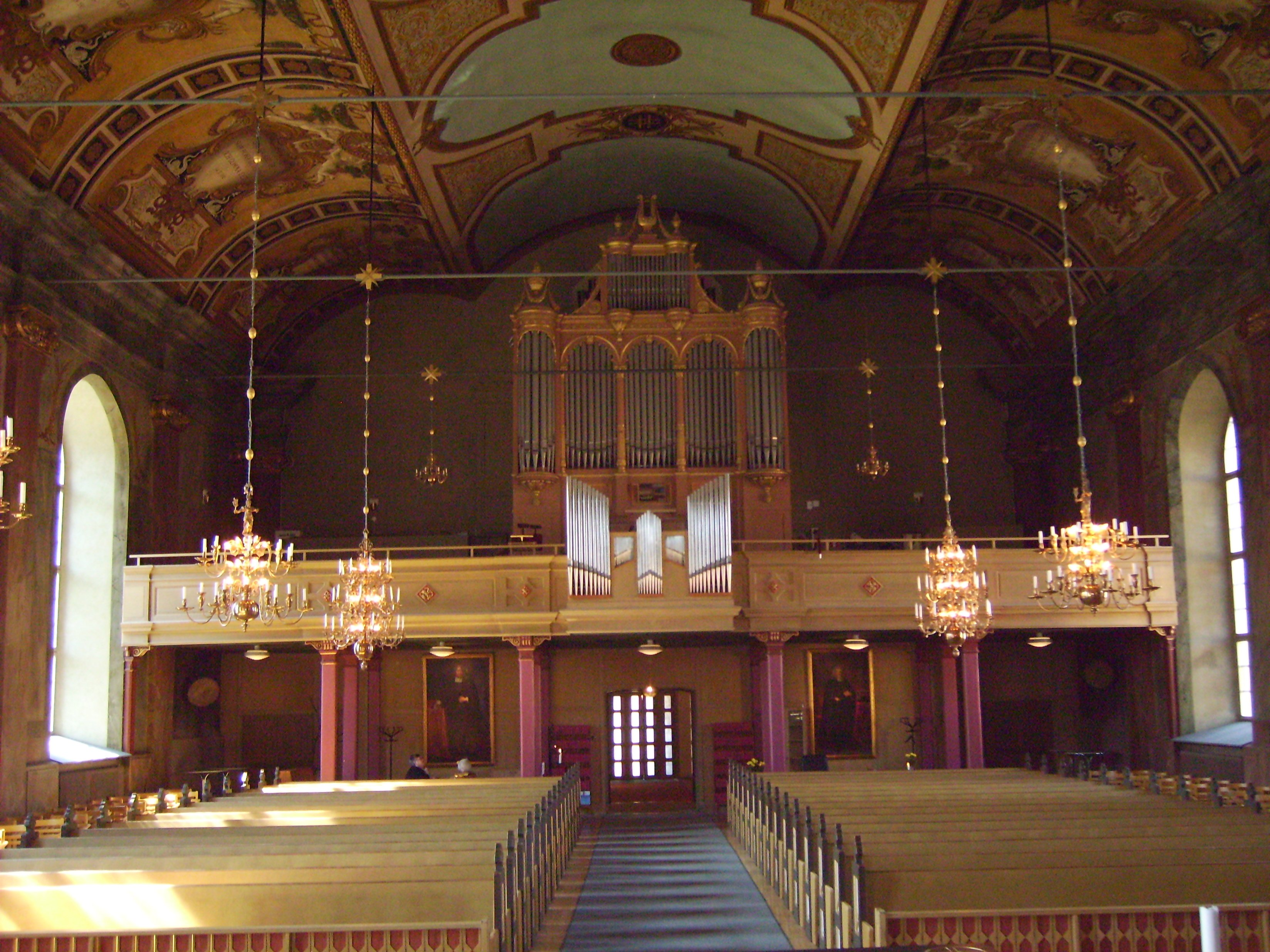
Läktarorgeln, dominerar interiörbilden mot väster

- 1680: Kyrkans tidigast kända orgeln inköps från Hamburg för 500 riksdaler.[3]
- 1719: Orgeln förstörs tillsammans med kyrkan i övrigt i stadsbranden.

### Läktarorgel
- 1792: Orgelbyggare Pehr Schiörlin, Linköping, byggde en orgel enligt Abbé Georg Joseph Voglers simplifikationssystem, vilken troligtvis är den enda orgel där detta system genomförs konsekvent. Fasaden utgörs av en duk målad av Pehr Hörberg.
- 1861: Per Larsson Åkerman, Stockholm, byggde en ny orgel med 22 orgelstämmor fördelade på 2 manualer och pedal. Pehr Hörbergs målning ersattes av en ny fasad.
- 1894: Firma Åkerman & Lund, Stockholm, byggde, bakom befintlig fasad, en ny 30-stämmig orgel med 3 manualer och pedal. I samband härmed bildades Hedvigs kyrkokör på initiativ av musikdirektören Knut Dahlström.
- 1952: Mårtenssons orgelfabrik, Lund, byggde till ett ryggpositiv, utan att öka antalet manualer, varefter orgeln kom att innehålla 53 stämmor.
- 1987: Firma Kennet A James & son ltd, London, omdisponerade orgeln, bytte speltraktur och monterade in ett nytt spelbord. Ett extra spelbord med radialpedal och elektrisk överföring placerades i koret. Oförändrat antal stämmor.
- 2003: Johannes Künkel, Färjestaden, omdisponerade orgeln och satte in elektriska registermotorer. Oförändrat stämantal. I pedalen byttes Dulcian 16' ut mot Fagott 16'. I svällverket byttes Regal 8' ut mot Obö 8', Oboe 8' mot Trumpet 8' och Nazard 2 2⁄3' mot  Violon 8'.

Nuvarande disposition:
| Huvudverk II    | Positiv I      | Svällverk III        | Pedalverk          | Koppel                               |  |
| Principal 16'   | Gedackt 8'     | Gedecktpommer 16'    | Principalbass 16'  | Huvudverk/pedal                      |  |
| Principal 8'    | Quintaton 8'   | Principal 8'         | Subbass 16'        | Positiv/pedal                        |  |
| Rohrflute 8'    | Principal 4'   | Gedackt 8'           | Quint 10 2/3       | Svällverk/pedal                      |  |
| Spitzgamba 8'   | Koppelflute 4' | Salicional 8'        | Oktava 8'          | Positiv/huvudverk                    |  |
| Oktava 4'       | Gemshorn 2'    | Violon 8' (2003)     | Borduna 8'         | Svällverk/huvudverk                  |  |
| Spitzflute 4'   | Larigot 1 1/3' | Celestes 8'          | Koralbass 4'       | Svällverk/positiv                    |  |
| Flachflute 4'   | Sifflute 1'    | Oktava 4'            | Rohrflute 4'       |                                      |  |
| Quint 2 2/3'    | Scharf IV      | Nachthorn 4'         | Nachthorn 2'       |                                      |  |
| Oktava 2'       | Krumhorn 8'    | Oktavflute 4'        | Hintersatz VI      |                                      |  |
| Sesquialtera II | Tremulant      | Italian principal 2' | Basun 16'          |                                      |  |
| Mixture VI      |                | Terz 1 3/5'          | Fagott 16' (2003)  |                                      |  |
| Trumpet 8'      |                | Mixture IV           | Trumpet 8'         |                                      |  |
|                 |                | Cimbel III           | Trumpet 4'         | 1 fast registersvällare              |  |
|                 |                | Fagotto 16'          | Singend kornett 2' | 3 fritt inställbara registersvällare |  |
|                 |                | Trumpet 8' (2003)    |                    | 64 fria kombinationer                |  |
|                 |                | Oboe 8' (2003)       |                    | per verk och                         |  |
|                 |                | Clarion 4'           |                    | 64 fria kombinationer                |  |
|                 |                | Tremulant            |                    | för hela orgeln                      |  |
|                 |                | Crescendosvällare    |                    | Tutti                                |  |

## Kringliggande fastigheter

### Prästgården

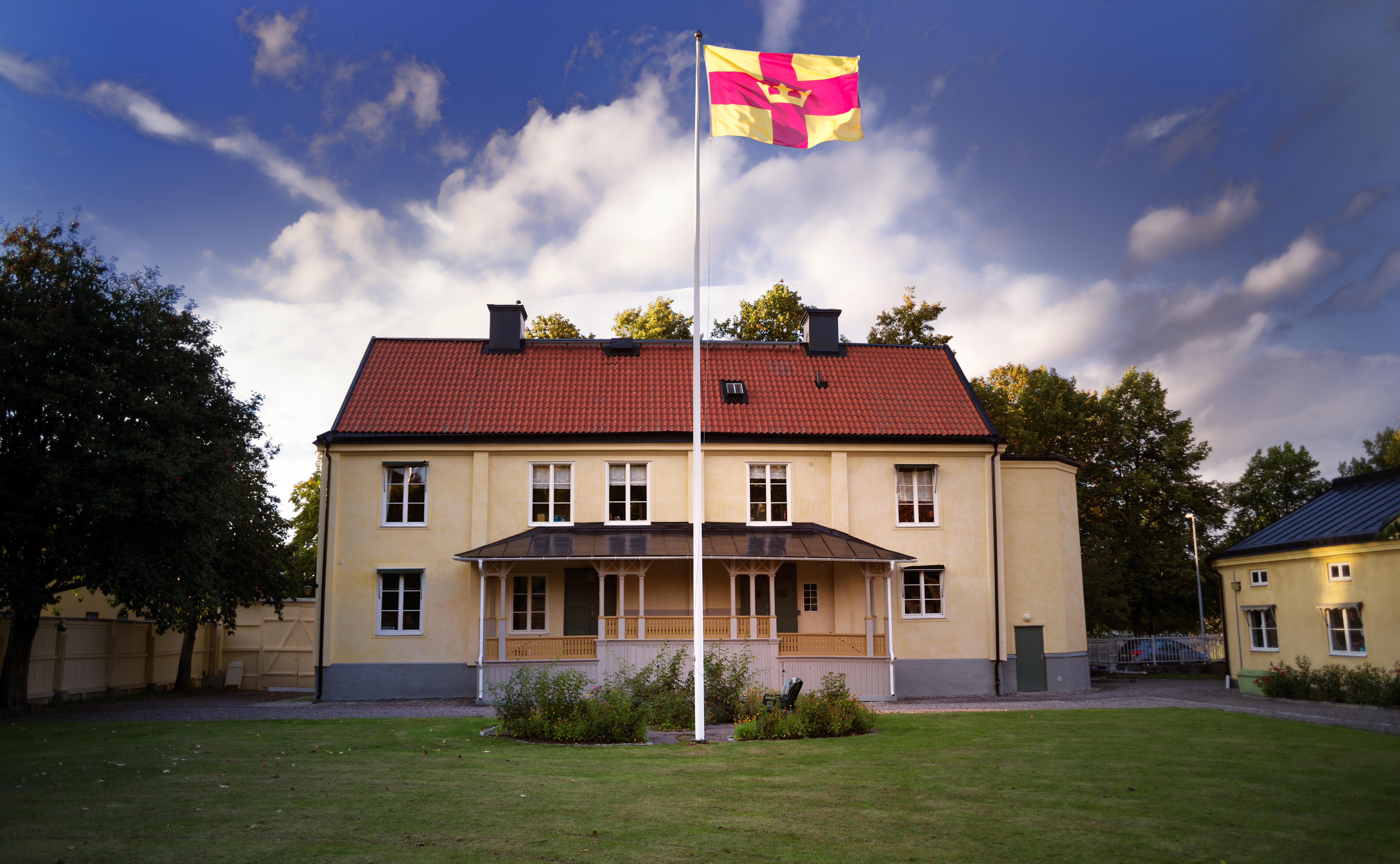
Hedvigs prästgård, sedd från innergården.

Hedvigs prästgård, kv Väktaren 1, byggnadsminnesförklarad den 28 juni 1985. Huset flyttades efter donation av Christian Eberstein till sin nuvarande adress på Fleminggatan 8 år 1782. Fram till 1808 var det en bostad åt både en svensk och tysk präst, senare och fram till 1940-talet för Hedvigs kyrkoherde. Senare har den använts till församlingshem. Torsten Fogelqvist växte upp i Hedvigs prästgård då fadern var kyrkoherde i församlingen.

### Tyska skolan
Tyska skolan låg på Trädgårdsgatan 14, ett kvarter från kyrkan. På 1730-talet byggdes huset där Tyska skolan var inrymd till 1799, dit även flickor hade tillträde. Skolan kom under senare delen av 1700-talet att bli en allmän handels- och köpmannaskola. Eleverna praktiserade hos köpmännen i Norrköping. 1799-1866 bodde kantorn i Tyska församlingen här. 1878-1936 var huset tjänstebostad för Norrköpings brandchef. Den gamla skolbyggnaden är numera riven och ersatt 1992 med en nybyggnation bestående av bostadshus och parkeringshuset Lokatten.

## Bilder

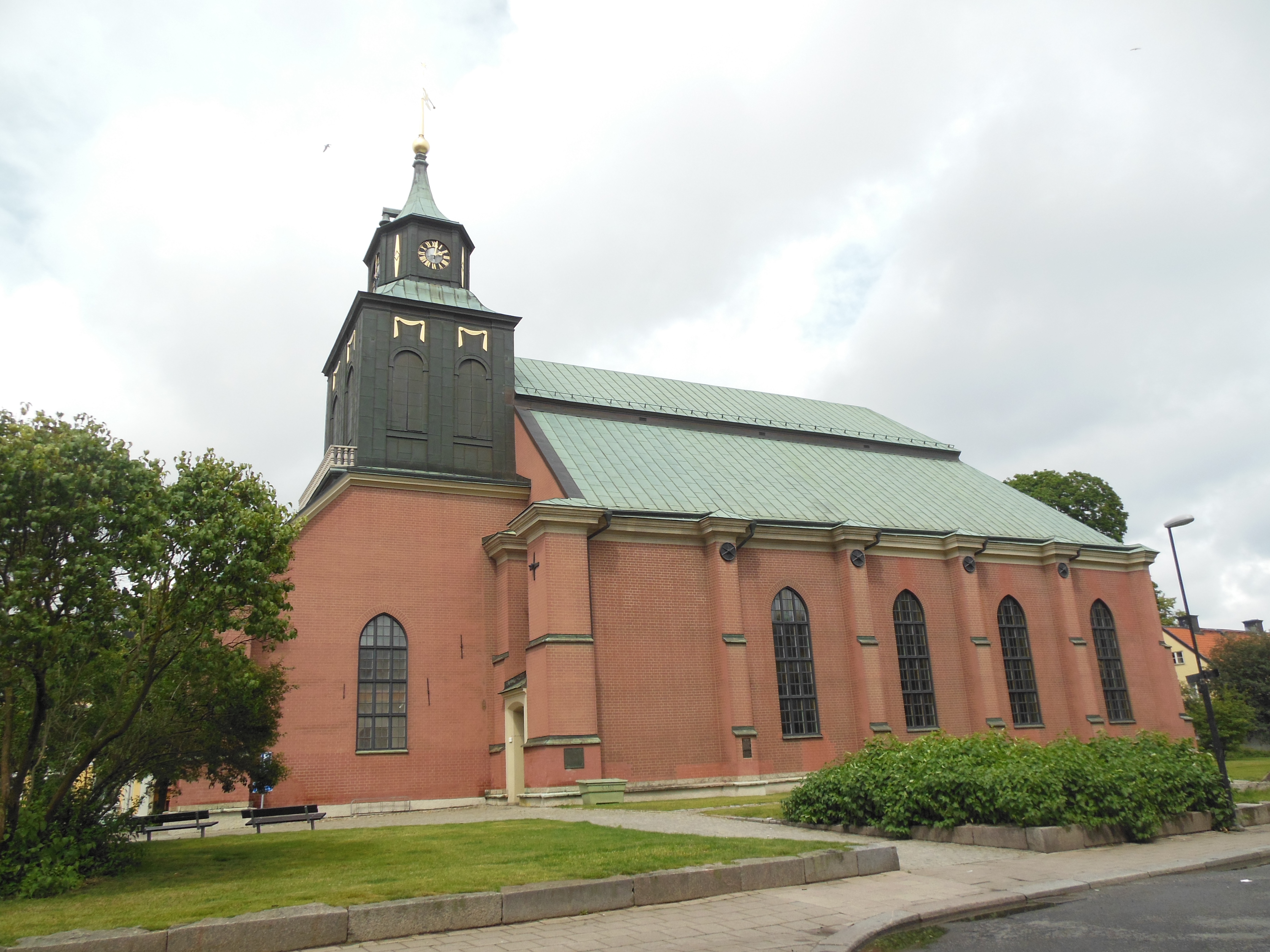
Hedvigs kyrka, sedd från Norrköpings rådhus.
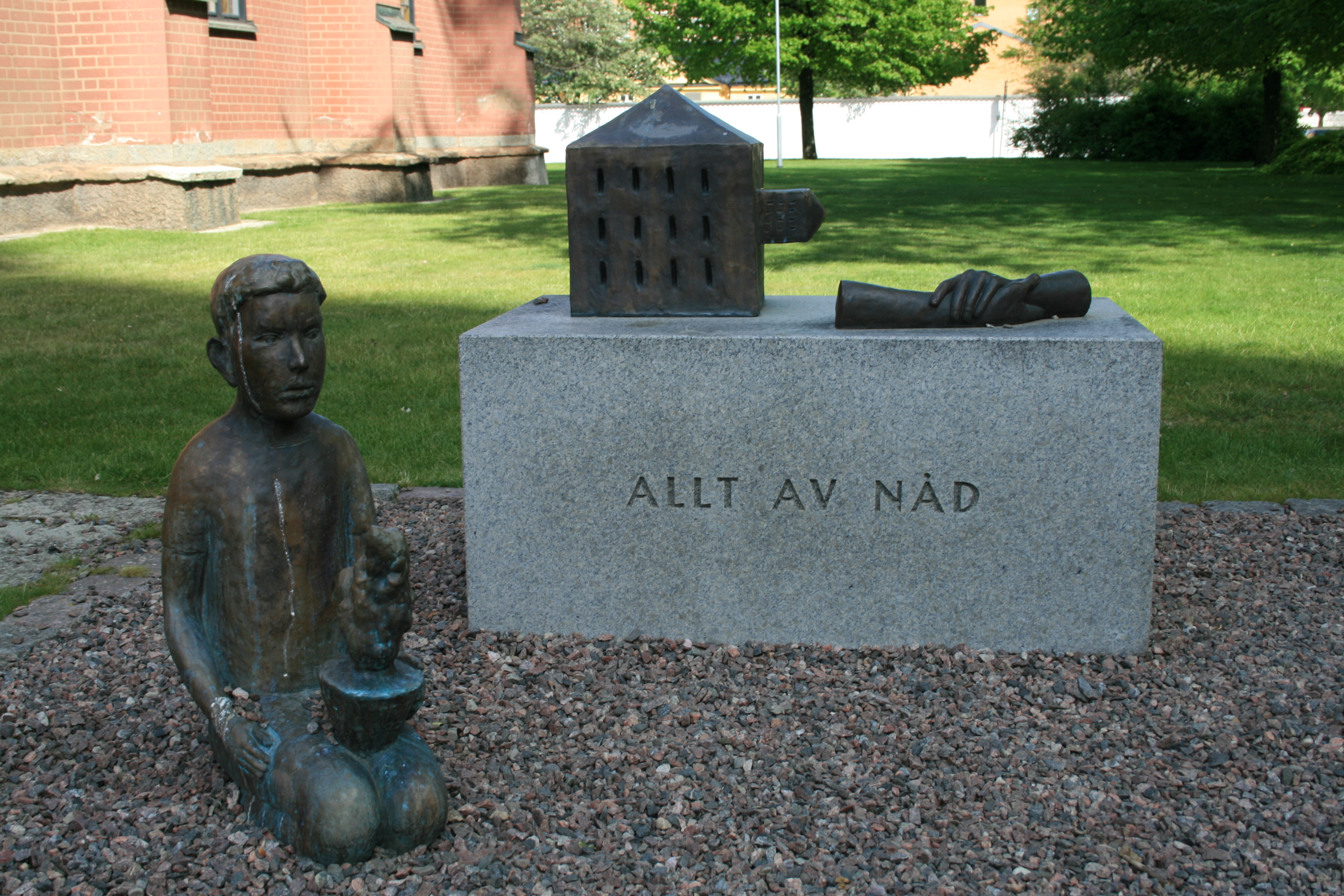
Omnia gratia av Bianca Maria Barmen, minnesmärke över prästen Erik Perwe.